# William Grant (homme politique d'Irlande du Nord)
William Grant, né le 6 avril 1883 et mort en août 1949, est un homme politique d’Irlande du Nord.
En 1941, il est nommé ministre de la Sécurité publique au sein du gouvernement d’Irlande du Nord.